# Statue-menhir de Ca l'Estrada
La statue-menhir de Ca l'Estrada est une pierre dressée et sculptée datée entre 3500 et 2500 av. J.-C., découverte à Canovelles, près de Barcelone, en Espagne. Elle est conservée au musée de Granollers.

## Historique
La statue-menhir de Ca l'Estrada a été découverte en 2004 lors de fouilles préventives préalables à des travaux routiers à Canovelles.

## Description
La statue-menhir est constituée d'un bloc de grès de 0,93 m de hauteur. La statue n'est pas complète : on ne dispose que de la face postérieure. Les traits sont gravés en creux. On peut distinguer sur le côté gauche l'épaule et le bras qui descend verticalement, tourne vers l'avant et se prolonge par la main horizontale, qui comporte ses cinq doigts en positif. La parenté du style avec les statues-menhirs du groupe rouergat permet d'identifier des éléments représentés ou des motifs iconographiques ou schématiques. Au-dessus de cette main, une série de lignes verticales pourraient représenter les plis d'un vêtement,. À droite et à mi-hauteur de la figure, se trouve un petit cercle d'environ 3 cm de diamètre, difficile à interpréter en raison de son état d'érosion.